# Escoubès-Pouts
Escoubès-Pouts è un comune francese di 103 abitanti situato nel dipartimento degli Alti Pirenei nella regione dell'Occitania.

## Società

### Evoluzione demografica
Abitanti censiti